# Vuelo 302 de AeroUnión
El vuelo 302 de AeroUnión, operado por un Airbus A300 de carga, se estrelló con mal tiempo en la aproximación final al Aeropuerto Internacional de Monterrey, México a las 23:18 CDT el 13 de abril de 2010, después de un vuelo desde la Ciudad de México. Las cinco personas a bordo murieron, así como dos más en tierra.

## Aeronave
La aeronave era un Airbus A300B4-203F construida en 1979 y, tras prestar servicio en diversas empresas, fue arrendada a Aerounión – Aerotransporte de Carga Unión en abril de 2002 y matriculada como XA-TUE. En el momento del accidente, la aeronave había volado 55.200 horas y realizado 27.600 aterrizajes.

## Tripulación de vuelo
El capitán era Adolfo Muller Pazos, de 56 años, con 16.754 horas de vuelo, incluidas 5.446 horas en el Airbus A300. El primer oficial era José Manuel Guerra, de 37 años, con 3.114 horas de vuelo, de ellas 1.994 en el Airbus A300. El ingeniero de vuelo era Humberto Castillo Vera, de 34 años, con 3.038 horas de vuelo, de ellas 1.461 en el Airbus A300. También iban a bordo un piloto observador, Manfred Muller, de 25 años, con 206 horas de vuelo, y el técnico aeronáutico Érick Guzmán, de 36 años

## Accidente
A las 23:18 hora local el 13 de abril (04:18 UTC el 14 de abril), el vuelo 302 de Aerounion se impactó después de haber realizado ya antes una aproximación fallida. El Airbus A300B4-203F realizaba un servicio regular de carga internacional desde el Aeropuerto Internacional de la Ciudad de México a través del Aeropuerto Internacional de Monterrey hasta el Aeropuerto Internacional de Los Ángeles, La tripulación había sido autorizada para aterrizar en la pista 11 en el Aeropuerto Internacional de Monterrey, pero se estrelló en la Avenida Miguel Alemán, a casi 2 km de distancia de la cabecera de la pista golpeando un automóvil y matando al conductor. El avión se partió y estalló en llamas. Otra persona sería encontrada sin vida después.
El clima era tormentoso con viento variable (cizalleo) y fuerte lluvia, con un techo que variaba entre 500 y 800 pies. El METAR indicó que en el momento del accidente la visibilidad era de 7 kilómetros con lluvia ligera. La cobertura de nubes era parcial a 2 500 pies y cubierto a 5 000 pies de altura, con rayos entre nubes.

## Investigación
La Dirección General de Aeronáutica Civil de la Secretaría de Comunicaciones y Transportes de México abrió una investigación sobre el accidente. La asistencia fue proporcionada por Airbus, fabricante de la aeronave; y por el organismo de investigación de accidentes de aviación de Francia, el Bureau d'Enquêtes et d'Analyses pour la Sécurité de l'Aviation Civile.